# Elton Koça
Elton Koça (Durazzo, 5 agosto 1973) è un ex calciatore albanese, di ruolo attaccante.

## Carriera

### Nazionale
Ha collezionato 2 presenze con la Nazionale albanese.